# Scholtze, Repphan i S-ka
Die Fabryka Scholtze, Repphan i S-ka war ein Warschauer Maschinenbau-Unternehmen im 19. Jahrhundert und gehörte mit rund 500 Arbeitern und Angestellten zu den größten metallverarbeitenden Betrieben im damaligen Königreich Polen.

## Geschichte
Das Unternehmen war in den 1840er Jahren von Wilhelm Troetzer unter der Firma Fabryka Maszyn Rolniczych w Warszawie (Landmaschinenfabrik Warschau) in der ul. Waliców 14 (Ecke ul. Krochmalna) gegründet worden. In den 1850er Jahren waren die Brüder Karol Jerzy und Wojciech Aleksander Scholtze sowie der Warschauer Ingenieur August Repphan (1844–1924) Miteigentümer geworden; das Unternehmen firmierte bereits vor 1860 als Scholtze, Repphan und S-ka. Nachdem die Produktion neu ausgerichtet worden war, stellte der Betrieb ab den 1860er Jahren Kessel und Dampfmaschinen sowie Spezialgeräte für die Bergbau-, die Brauerei- und die Zuckerindustrie her. Später wurden auch Brückenteile produziert; das Unternehmen war am Bau der Warschau-Wiener Eisenbahnstrecke beteiligt. Ab 1873 wurde in einer neuen Fabrikanlage in der ul. Czerniakowska produziert. Vermutlich im Jahr 1891 übernahm Repphan das Unternehmen, das in Folge unter Towarzystwo Akcyjne Fabryki Maszyn, Odlewni i Kotlarni August Repphan firmierte. Nach dem Ersten Weltkrieg wurde es liquidiert.